# Gutleutkirche
Die evangelische Gutleutkirche im Frankfurter Gutleutviertel wurde 1958 eingeweiht. Hierfür gestaltete der Architekt Rudolf Schanty das 1908 errichtete Gemeindehaus der Weißfrauengemeinde um. Mit dem neuen Kirchennamen führte man die sozialdiakonische Tradition des Gutleuthofs fort. Seit ihrer Entwidmung im Dezember 2012 dient die Gutleutkirche nunmehr anderen sozialen Zwecken.

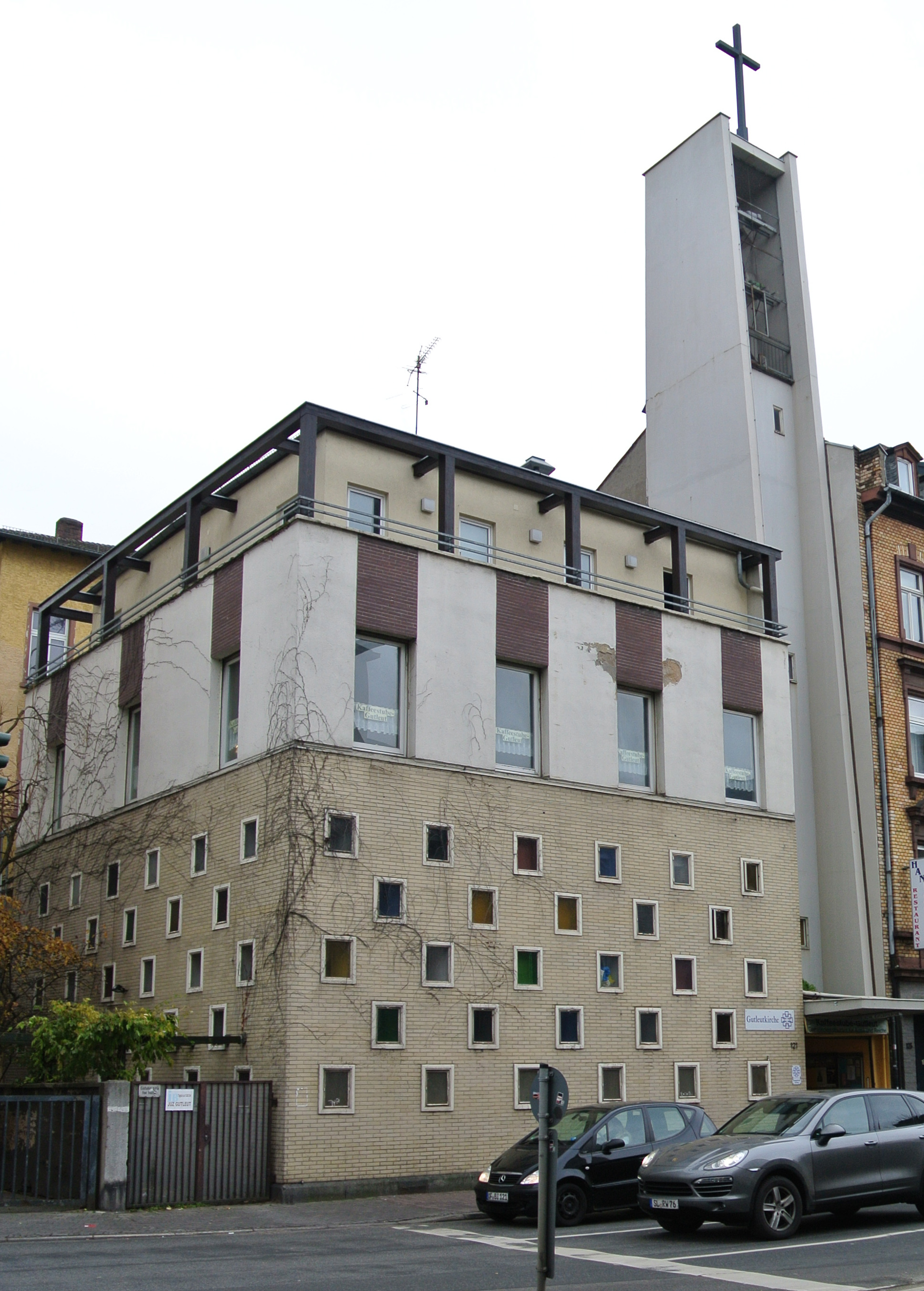
Gutleutkirche

## Lage und Architektur
Die Kirche befindet sich in der Gutleutstraße 121 in einem innenstadtnahen, südlich des Hauptbahnhofs gelegenen Quartier der Gründerzeit. Hierfür wurde das 1908 eingeweihte Gemeindehaus der Weißfrauengemeinde umgebaut, das bereits über einen Kirchsaal verfügte und zeitweise als Notkirche diente. Die Gemeinde entschied sich 1955 gegen einen repräsentativeren Neubau an anderer Stelle. Man wollte das liturgische und soziale Leben bewusst mit bescheidenen Mitteln bündeln. Im Gegensatz zu den meisten anderen Frankfurter Kirchen ist sie deshalb nicht frei stehend, sondern in die bestehende Häuserzeile integriert.
Nachdem die neue Weißfrauenkirche am 1. April 1956 eingeweiht worden war, begann der Umbau des früheren Gemeindehauses im Mai 1957. Die Pläne fertigte der Architekt Rudolf Schanty, der in Frankfurt u. a. auch die Osterkirche (1959) in Sachsenhausen gestaltete. Der 26 Meter hohe, über die Dächer hinausragende Glockenturm hebt die Kirche aus dem Straßenbild hervor. Der untere Bereich des kubischen Baus beherbergt den Gottesdienstraum. Anstelle der früheren Rundbogenfenster und des zweiflügeligen Portals erhielt sie eine helle Klinkerwand, die von fünf Reihen mit insgesamt 28 kleinen, quadratischen – noch mit den originalen Kippmechanismen ausgestatteten – Buntglasfenstern durchbrochen ist, hinter denen sich der Kirchenraum befindet. Das Geschoss über dem Kirchsaal mit vier großen Fenstern wird als Kaffeestube und Gemeinderaum genutzt. Das hinter einer Pergola leicht zurückgestaffelte oberste Geschoss beherbergt eine Wohnung.
Im Glockenturm liegt der Eingang zur Kirche und dem Gemeinderaum. Über ein Foyer gelangt man in den schlichten Kirchenraum, der etwa 25 Meter lang und zwölf Meter breit ist. Betonstützen gliedern die weiß gestrichenen Wände. Der Chorraum ist um drei Stufen erhöht. Eine Wand aus Glasbausteinen seitlich des Altars sorgt für ausreichend Helligkeit. Die kleinen Buntglasfenster schaffen ein gedämpftes Licht.

## Ausstattung
Aus dem Kirchsaal des historistischen Gemeindehauses, das zur Gutleutkirche umgebaut wurde, übernahm man Teile der Ausstattung. Auf einer Empore über dem Eingang ist die Orgel von Eberhard Friedrich Walcker aus dem Jahr 1949, die zwölf Register und zwei Manuale umfasst. An der fensterlosen Innenwand hängen Glasmosaike des Grafikers Rau, die aus konservatorischen Gründen seit einer Renovierung im Jahr 1985 nicht mehr außen am Turm angebracht sind.
Die drei Glocken wurden 1958 von der Glocken- und Kunstgießerei Rincker hergestellt. Sie tragen die Namen Vater-Glocke, Sohn-Glocke und Heilig-Geist-Glocke und erklingen mit den Schlagtönen g1, a1 und c2. Die Vater-Glocke trägt als Schmuck das Vaterauge und die Inschrift Der Vater hat euch lieb. (Joh 16,27 ), die Sohn-Glocke das Kreuz als Symbol des Sohnes sowie die Inschrift Jesus, lieber Meister, erbarme dich unser (Lk 17,13 ), die Heilig-Geist-Glocke die Heiliggeisttaube sowie die Inschrift Welche der Geist Gotte treibt, die sind Kinder Gottes. (Röm 8,14 ).
Nach der Entwidmung der Kirche wurde die Ausstattung teilweise entfernt.

## Gemeinde

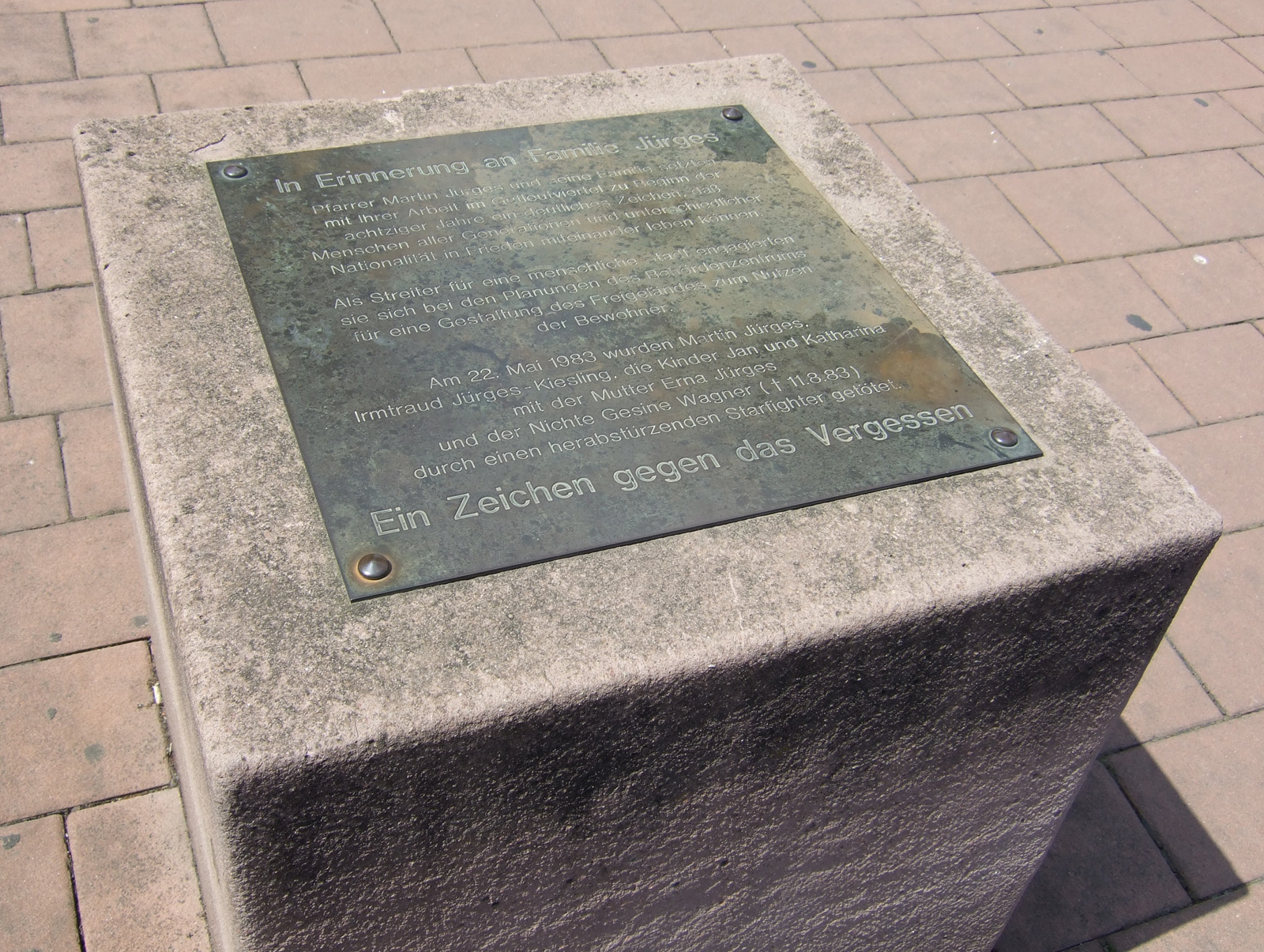
Gedenktafel für Pfarrer Jürges und seine Familie

Das Gemeindegebiet im Gutleutviertel gehörte seit dem Inkrafttreten der Kirchengemeinde- und Synodalordnung für die evangelischen Kirchengemeinden des Konsistorialbezirks Frankfurt am Main am 1. Dezember 1899 zur Weißfrauengemeinde, die von der westlichen Altstadt bis zur damaligen Stadtgrenze bei Griesheim reicht. Um die kirchliche Betreuung zu verbessern, wurde aus dem westlichen Gemeindebezirk zum 1. April 1955 eine eigenständige Gemeinde errichtet, die Gutleutgemeinde. Die Namensgebung erinnert an den Gutleuthof, ein mittelalterliches Lepra-Spital.
Am Pfingstsonntag 1983 (22. Mai) kam der damalige Pfarrer der Gutleutgemeinde, Martin Jürges, mit seiner ganzen Familie beim Flugtagunglück von Frankfurt ums Leben. An das Unglück erinnert eine Gedenktafel auf dem Familie-Jürges-Platz in der Nähe der Kirche.
Seit den 1970er und 1980er Jahren gingen die Gemeindegliederzahlen sowohl in der Gutleut- als auch in der Weißfrauengemeinde stark zurück. Zum 1. Januar 1999 schlossen sich daher die Gutleut- und die Weißfrauengemeinde zur Evangelischen Gemeinde am Hauptbahnhof zusammen. Am 1. Januar 2003 fusionierte diese mit der Matthäusgemeinde zur Evangelischen Hoffnungsgemeinde Frankfurt am Main.